# 河口縣 (四川)
河口縣是清代康定府所屬的一個縣，光緒三十二年，劃東部明正土司轄地和西部裏塘瓦述崇喜土司轄地設河口縣，治所在今四川雅江縣雅礱江東岸河口鄉。民國二年（1913年）改為雅江縣。